# 지브롤터 해협의 횡단

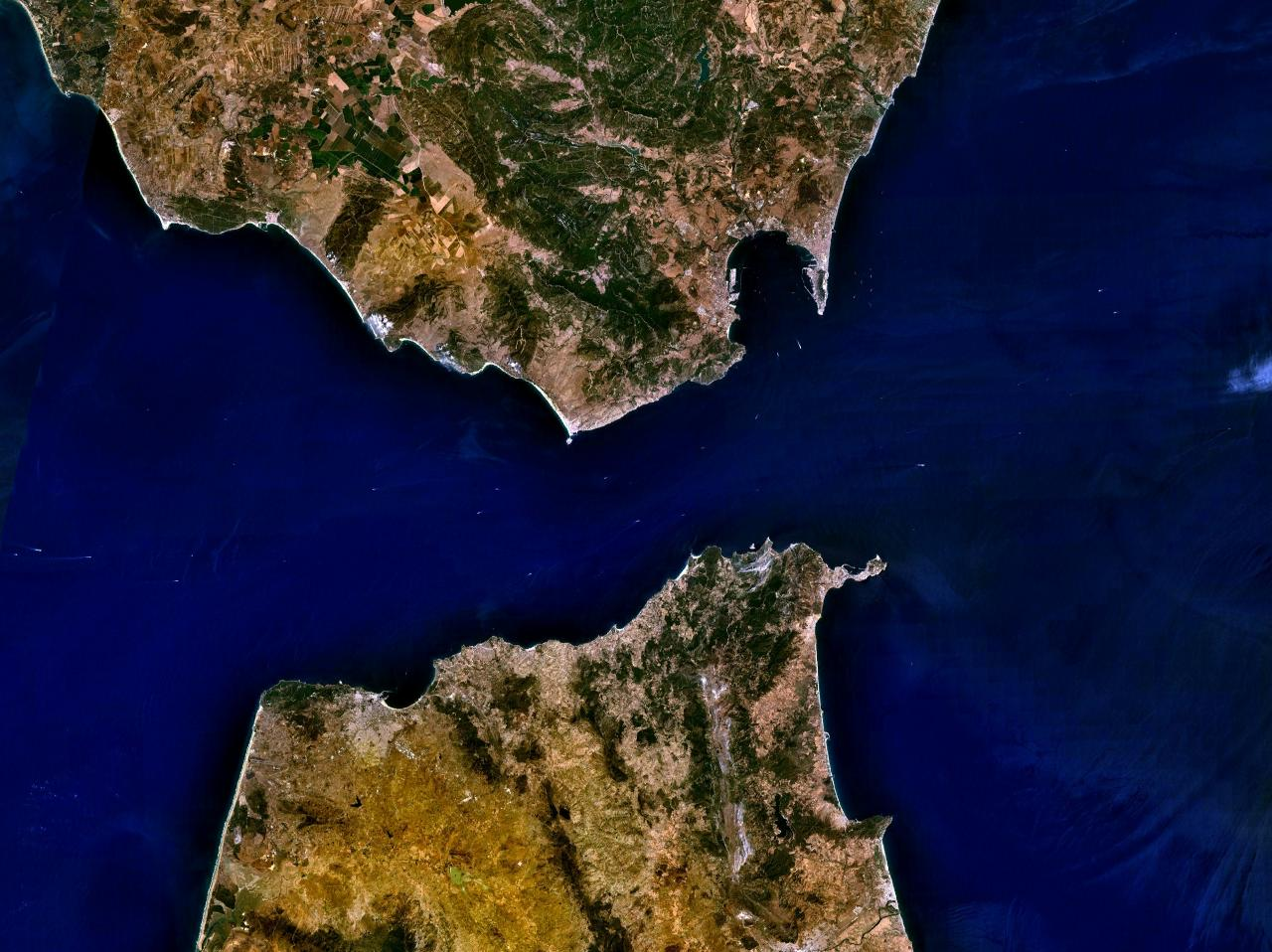
지브롤터 해협

지브롤터 해협의 횡단은 유럽과 아프리카를 연결하는 지브롤터 해협(가장 좁은 지점에서 약 14km 또는 9마일)을 가로지르는 가상의 교량 또는 터널이다. 스페인과 모로코 정부는 1979년에 두 대륙을 연결하는 타당성을 조사하기 위해 공동 위원회를 임명했으며, 그 결과 훨씬 더 광범위한 유로메드 트랜스포트(Euromed Transport) 프로젝트가 탄생했다.
2021년 1월에는 영국과 모로코가 지브롤터와 탕헤르 간 횡단 건설을 논의할 것으로 알려졌다. 2023년 기준, 카사블랑카에서 탕헤르까지 모로코 최초의 국영 고속철도 노선이 완공되면서 이 노선을 스페인의 고속 네트워크에 연결하는 터널에 대한 관심이 다시 불러일으켰다.

## 같이 보기
- 아틀란트로파
- 마르마라이
- 스페인의 교통